# Legione Britannica
La Legione Britannica era un corpo militare di volontari inglesi e scozzesi, che nel 1860 decisero di unirsi a Garibaldi durante la Spedizione dei Mille e che combatterono per l’unità italiana assieme ai garibaldini contro l’esercito borbonico.
I componenti vennero detti “Garibaldi Excursionists” per evitare problemi di apparenze diplomatiche.

## Storia
I finanziamenti per l'invio della legione in Italia provenivano dal "Garibaldi Special Fund", nato dopo l'istituzione nel 1859 del "Garibaldi Fund" per raccogliere fondi a favore della causa per l'unificazione italiana, che in Inghilterra era molto sentita (soprattutto in funzione anti francese) e sostenuta anche a livello popolare, anche per la presenza di numerosi rifugiati politici italiani, che tenevano conferenze e fondavano associazioni italo-inglesi per aiutare la causa dell'indipendenza italiana. 

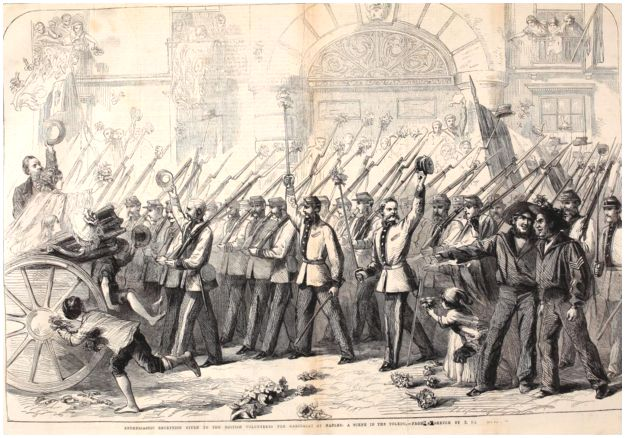
La Legione Britannica sfila a Napoli per la Via Toledo. I fiori sui fucili sono descritti dal Trevelyan

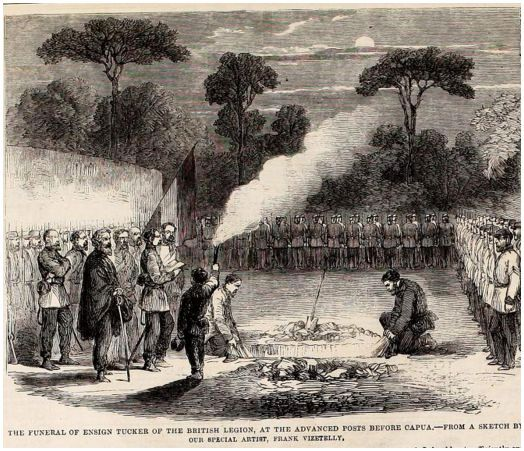
I funerali del portabandiera Tucker caduto in combattimento

La rivista The illustrated London news sottolinea che, includendo i circa 200 volontari già con Garibaldi, il numero totale è un considerevole più di 1.000 volontari britannici nell’armata garibaldina. I volontari britannici che effettivamente raggiunsero l'Esercito Meridionale di Garibaldi  furono però in numero inferiore.
I volontari britannici provenivano spesso dalla classe media o avevano lavori ben remunerati e lasciarono il loro paese attratti dall’avventura e dalla libertà, per combattere per l’indipendenza di un paese straniero.
Prima della loro partenza dall’Inghilterra altri volontari britannici erano già al fianco di Garibaldi nel Sud Italia, come Hugh Forbes, che era già stato con Garibaldi nel 1849 prendendo parte alla difesa della Repubblica romana contro le truppe francesi che difendevano il papato , John Whitehead Peard, il “sosia” di Garibaldi o il carismatico Colonnello John Dunne ed il suo “Battaglione inglese” i cui soldati erano però in gran parte siciliani e chiamavano Dunne “Milordo”, Dunne venne ferito a Capua, Percy Wyndam e parecchi altri con ruoli minori. La Legione Britannica, imbarcata sulle navi Emperor e Melazzo, sbarcò a Napoli il 15 ottobre 1860 prendendo parte ad un combattimento, sotto il comando di John Whitehead Peard a  Sant'Angelo fino alle mura di Capua, complessivamente due volontari furono uccisi ed altri otto feriti.
La Legione Britannica ebbe una breve esperienza di guerra, dopo essere avanzati verso nord con Garibaldi ed alcuni reggimenti garibaldini, la mattina del 26 ottobre 1860, mentre si trovavano e Vairano, un inglese dagli avamposti garibaldini sentì il grido “Viva il re!”, generalmente usato dai soldati borbonici, invece proveniva dai soldati dell'armata di Vittorio Emanuele II, il futuro re d'Italia, che arrivava dal nord. Le camicie rosse vennero sostituite dai soldati del futuro re d’Italia nell'assedio di Capua e successivamente della fortezza di Gaeta, dove le rimanenti forze dell’esercito borbonico si arresero nel febbraio del 1861.

## Caratteristiche
I volontari britannici erano stati reclutati dal maggiore Styles, che appare secondo da sinistra nella incisione indossando l’uniforme e la medaglia della Guerra di Crimea. La pubblicità per l’arruolamento era la seguente:
 I volontari della Legione Britannica sono descritti in un articolo della rivista londinese: “The illustrated London news” del 20 ottobre 1860 concernente la partenza da Harwich di 800 inglesi e scozzesi che misero la loro spada al servizio di Garibaldi.

## Composizione
Tra i britannici c'era una discreta presenza scozzese in quanto in Scozia Garibaldi era molto popolare e considerato il Wallace italiano. Le sottoscrizioni raccolte in Scozia a favore della causa italiana avevano permesso di noleggiare la vecchia nave a vapore a pala City of Aberdeen, utilizzata per portare in Sicilia la Spedizione Strambio partita il 10-11 luglio da Genova con 900 volontari garibaldini e successivamente utilizzata da Garibaldi per spostarsi con i garibaldini da Palermo verso Milazzo.
Anche se una metà dei volontari britannici erano entusiasti e si comportavano bene, c’erano un certo numero di “roughs” (teppisti) principalmente provenienti da Glasgow e Londra, che mancavano di disciplina, così la Legione divenne nota per le risse ed i saccheggi che qualcuno volle accostare (forzatamente) agli irlandesi papalini a Roma.